# Goxwiller
Goxwiller je občina v departmaju Bas-Rhin francoske regije Alzacija.
Leta 1990 je v občini živelo 669 oseb oz. 203 oseb/km².